# 祐州 (贞观)
祐州，唐朝时设置的州。
贞观四年（630年），以羌族党项部落置，治所在廓川县（今四川省若尔盖县西）。后侨治灵州（治所在回乐县，今宁夏回族自治区灵武市西南）。寻废。